# Saison 4 de MacGyver
 (septembre 2019).
Si vous disposez d'ouvrages ou d'articles de référence ou si vous connaissez des sites web de qualité traitant du thème abordé ici, merci de compléter l'article en donnant les références utiles à sa vérifiabilité et en les liant à la section « Notes et références ».
Chronologie
Saison 3 Saison 5
Cet article présente le guide des épisodes de la quatrième saison de la série télévisée américaine MacGyver.

## Présentation
Cette quatrième saison est composée de 19 épisodes et diffusée de 1988 à 1989.
Jesse Colton est un nouveau personnage récurrent de la série.

## Distribution

### Acteurs principaux
- Richard Dean Anderson : Angus MacGyver
- Dana Elcar : Peter Thornton (15 épisodes)

### Acteurs récurrents
- Teri Hatcher : Penny Parker (2 épisodes)
- Bruce McGill : Jack Dalton (4 épisodes)
- Richard Lawson : Jesse Colton (1 épisode)
- Michael Des Barres : Murdoc (1 épisode)

## Épisodes

### Épisode 1:Le Secret de la maison Parker
- États-Unis : 31 octobre 1988 sur ABC
- France : 21 janvier 1990 sur Antenne 2

- Gisele MacKenzie (Sylvia Lang)
- Ray Young (Virgil Lang)
- Arlen Dean Snyder (Shérif Cliff Howels)

### Épisode 2:Frères de sang
40194-066
- États-Unis : 21 novembre 1988 sur ABC
- France : 24 décembre 1989 sur Antenne 2

- Dirk Blocker (Chuck)
- Bernie Coulson (en) (Sean Ryder)
- Ramón Franco (Spider)
- Michael McNeilly (Sergent Neil Ryder)
- Jason Priestley (Danny)

- Pete n'apparaît pas dans cet épisode.
- Ramón Franco joue encore un chef de bande après avoir incarné Ramón dans Atterrissage périlleux (2x05).
- On apprend dans cet épisode pourquoi MacGyver a une aversion des armes à feu.

### Épisode 3:Les Étrangers
40194-67
- États-Unis : 28 novembre 1988 sur ABC
- France : 3 décembre 1989 sur Antenne 2

- Kaj-Erik Eriksen (Jacob Miller)
- Gustaf Kristjanson (John Miller)
- Allan Lysell (Wrightman)
- Ruth de Sosa (Elizabeth Miller)
- Vicki Wauchope (Christy Wrightman)

### Épisode 4:Deux Ailes et une prière
40194-68
- États-Unis : 5 décembre 1988 sur ABC
- France : 17 décembre 1989 sur Antenne 2

- Jenny Gago (en) (Capitaine Santina)
- Garwin Sanford (Commandant Rafael)
- Susan Walden (en) (Sœur Clara)

### Épisode 5:Le Grand Prix à Westwood
40194-069
- États-Unis : 12 décembre 1988 sur ABC
- France : 18 février 1990 sur Antenne 2

- Patrick Wayne (Jeff Stone)
- Kai Wulff (Hans Visser)
- Katey Wright (Charlie Stone)
- G. Gordon Liddy (Carl Strickland)
- Peter Williams (Moe)

- Deuxième apparition de l'acteur Kai Wulff après avoir joué le Major Stepan Frolov dans l'épisode Pour un Sourire de Penny (S1-E16), il apparaîtra dans 2 autres épisodes (S5-E08 et S6-E14).
- Peter Williams fait partie des nombreux acteurs ayant joué dans la série MacGyver et Stargate SG-1. Il aura le rôle d'Apophis dans cette série.
- Deuxième et dernière apparition de Katey Wright avant de rejoindre elle aussi SG1 (S7-E18)
- MacGyver conduit une Pontiac Trans Am, le même modèle que KITT dans la série K2000.

### Épisode 6:Opération survie
40194-070
- États-Unis : 5 janvier 1989 sur ABC
- France : 7 janvier 1990 sur Antenne 2

- Gerry Bean (en) (Wilcox)
- Dale Wilson (en) (Crandell)

### Épisode 7:Morts programmées
40194-071
- États-Unis : 16 janvier 1989 sur ABC
- France : 29 avril 1990 sur Antenne 2

- Kim Zimmer (Lieutenant Kate Murphy)
- William Morgan Sheppard (Dr. Zito)
- Garry Chalk (Détective Sweeney)
- Brenda Crichlow (Cooper)
- Todd Jeffries (Détective Wyatt)
- Jeff Irvine (Eric Cross)
- Alvin Sanders (Ryan)

- Première apparition du lieutenant Kate Murphy (S6 E6 et 8). Le docteur Zito reviendra aussi dans la saison 6 (épisode 6).
- Stephen Dimopoulos, qui joue le gérant du magasin, reviendra lui aussi dans la saison 5 (E1) et le rôle d'un pilote ;
- Alvin Sanders dans 2 épisodes (S5-E8 et S6-E6), et dans Stargate SG1 (S2-17).
- Deuxième apparition de Garry Chalk qui deviendra le colonel Chekov dans Stargate SG1.

### Épisode 8:Une Sacrée Famille
40194-072
- États-Unis : 23 janvier 1989 sur ABC
- France : 4 mars 1990 sur Antenne 2

- Ed Nelson (VF : Philippe Dumat) (Arthur Bandel)
- Les Carlson (VF : Laurent Hilling) (Sam « Sparky » Greer)
- Constance Towers (Francine Leyland)
- Richard Lawson (VF : Christian Pélissier) (Jesse Colton)

### Épisode 9:Cléo Rocks
40194-073
- États-Unis : 6 février 1989 sur ABC
- France : 11 mars 1990 sur Antenne 2

Robert Donner (Benjamin Wintergreen)
Michael Des Barres, qui interprète Murdoc, signe les paroles de la chanson Cleo Rocks. Il faut savoir qu'il était d'abord chanteur avant d'être acteur.

### Épisode 10:Fraternité voleurs
40194-074
- États-Unis : 13 février 1989 sur ABC
- France : 6 mai 1990 sur Antenne 2

- James Karen (Robert Sanborn / Papillon)
- Hank Stratton (VF : Thierry Ragueneau) (Michael Thornton)
- Robert Metcalfe (Charles « Chas » Gordon)
- Don Galloway (Colonel John Collins)
- Vladimir Kulich (VF : Bernard Bollet) (Hans Kreese)
- David Bloom (Gil Fletcher)

Michael, le fils de Pete, est cette fois-ci joué par Hank Stratton, alors que le rôle était tenu par T. Scott Coffey dans l'épisode Affaire de famille (2.12).

### Épisode 11:La Bataille de Tommy Giordano
40194-075
- États-Unis : 20 février 1989 sur ABC
- France : 25 mars 1990 sur Antenne 2

- Penny Peyser (en) (Mary Ruth Giordano)
- Tony Dakota (en) (VF : Brigitte Lecordier) (Tommy Giordano)
- Peter Yunker (Dr Richard Giordano)
- Peter Blackwood (Paul Rizzo)
- Joseph Wiseman (Joe Catano)
- Serge Houde (L'avocat de Richard Giordano)

### Épisode 12:Défi en noir et blanc
40194-076
- États-Unis : 27 février 1989 sur ABC
- France : 13 mai 1990 sur Antenne 2

- Michael MacRae (Larson)
- Cuba Gooding Jr. (Ray Collins)
- Roxanne Reese (Cynthia Williams)
- Michael D. Roberts (Booker Williams)
- Charles Andrew Payne (Breeze)
- Sue Mathew (Darlene)

- Pete n'apparaît pas dans cet épisode. Cependant, Dana Elcar réalise l'épisode, les premier des deux dont il sera le réalisateur.
- Première apparition dans la série de Cuba Gooding Jr. qui aura plus tard le rôle récurrent de Billy Colton (S5-E08 et 12 S7-E05).
- Breez reviendra dans 2 épisodes (S5-E11 et S6-E03) puis Charles Payne rejoindra le SGC pour 4 épisodes.
- Darlene sera de retour dans l'épisode 13 puis Suleka Mathew sera Kali dans Stargate SG1 (S5-E15 et E16) puis Constance dans Stargate Univers (S1-E14).
- Cynthia sera de retour dans 2 autres épisodes (S4-E13 et S5-E11).

### Épisode 13:La Fugitive
40194-077
- États-Unis : 13 mars 1989 sur ABC
- France : 18 mars 1990 sur Antenne 2

- Holly Fields (en) (Jennifer Reiner / Crystal)
- Gerald Anthony (en) ("Peau-de-serpent")
- Roxanne Reese (Cynthia Williams)
- Jeff Pomerantz (Inspecteur Jim Reiner)
- Sue Mathew (Darlene)

### Épisode 14:Chasse au trésor
40194-078
- États-Unis : 27 mars 1989 sur ABC
- France : 15 avril 1990 sur Antenne 2

- Colleen Winton (Natalia Veskaja)
- Lee Patterson (en) (Colonel Turk West)
- Walter Gotell (General Sergei Barenov)

- Deuxième apparition de Walter Gotell après avoir joué Starkoss dans l'épisode GX-1 (3x06).
- Colleen Winton jouera dans 2 épisodes de Stargate SG1 (S2-E3 et S7-E22) puis rejoindra Amanda Tapping pour un épisode de Sanctuary (S3-E18).

### Épisode 15:Le Tueur invisible
40194-079
- États-Unis : 10 avril 1989 sur ABC
- France : 1er avril 1990 sur Antenne 2

- James Sloyan (Henry Colter)
- Adam Arkin (Tony Parisio)
- Jean Bruce Scott (Liz)
- Kevin Geer (en) (Dr. Fred Beam)
- Andrew Rhodes (Charles 'Chuck' Larabee)
- Julie Downing (Député Walker)
- Blu Mankuma (Sheriff Max Hubbard)

- Deuxième et dernier épisode réalisé par Dana Elcar.
- Blu Mankuma reviendra pour le rôle du lieutenant Rhome (S5-E19 et S6-16), plus tard il sera la voix de Halak dans Stargate : Infinity.

### Épisode 16:Non, je rêve ou quoi?
40194-080
- États-Unis : 24 avril 1989 sur ABC
- France : 20 mai 1990 sur Antenne 2

- Roger Aaron Brown (Vice-Président Edward Mantu)
- Cyndi James Gossett (Edith Mantu)
- Janet Hodgkinson (Mademoiselle Hendrix)
- Linda Darlow (Docteur Beatty)
- Raymond St. Jacques (Président Dakra)

### Épisode 17:Ondes de choc
40194-081
- États-Unis : 1er mai 1989 sur ABC
- France : 22 avril 1990 sur Antenne 2

- Wolf Muser (en) (VF : Jean-Pierre Leroux) (Jonathan)
- Ruth Britt (Lisa)
- Tom Everett (Frank)
- Frank Ferrucci (Armin)

### Épisode 18:Le Renégat
40194-082
- États-Unis : 8 mai 1989 sur ABC
- France : 10 juin 1990 sur Antenne 2

- Marshall Teague (Steve Morrison)
- Patrie Allen (Marie Morrison)
- Don Stroud (Commandant Hilliard)
- Stephen Furst (Professeur Kozby)
- Darcia Carnie (Veronica)
- Dan Shea (Le motard)

- Veronica sera de retour dans la saison 5, épisode 9.
- Dan Sheal reviendra pour un autre rôle dans la saison 5, épisode 17. Plus tard, il deviendra la doublure cascade de Richard Dean Anderson et sera le Modèle:Sgt dans Stargate SG1 et Atlantis puis rejoindra Amanda Tapping pour le premier épisode de Sanctuary.

### Épisode 19:Jeu de piste mortel
40194-083
- États-Unis : 15 mai 1989 sur ABC
- France : 27 mai 1990 sur Antenne 2

Kristian Alfonso (Deborah)
- Cet épisode est le dernier de la saison 4.
- Deuxième apparition de Kristian Alfonso dans son personnage de Deborah, après être apparue dans l'épisode Le Négociateur (3x15).